# الراهبة (فلم)
الراهبة هو فيلم مصري إنتاج 1965 تم تصويره في لبنان.

## قصة الفيلم
يحكي الفيلم قصة فتاة (هند رستم) تعمل في مطعم أبيها تعجب بأحد المرشدين السياحيين (إيهاب نافع) الذي يتردد على المطعم رفقة بعض السياح الأجانب، لكنه يتعرف صدفة على أختها الصغرى (شمس البارودي) ويقع في غرامها، تتطور الأحداث عندما يطرد الأب الفتاة من المنزل عندما ترفض الزواج من أحد العرسان فتضطر للعمل في ملهى ليلي باسم سونيا فتنجح وتحقق ثروة كبيرة وتدعو أمها وأختها للعيش معها في قصرها الفخم بعد وفاة والدها، لكنها تترك كل تلك الثروة لأختها الصغرى بعد وفاة والدتها بنوبة قلبية نجمت عن اكتشافها حقيقة عملها ومصدر ثرائها لتتفرغ للرهبنة ولكي لا تقف عقبة في طريق زواج هذه الأخيرة من المرشد السياحي لأن والده (عماد حمدي) يرفض زواجه من فتاة تعمل أختها في ملهى ليلي، يحاول صاحب الملهى (يوسف شعبان) أن يستولي على ثروة الراهبة عن طريق أختها لكن هذه الأخيرة تنجح في إبعاده عنها لتتزوج في النهاية من الرجل الذي تحب بمباركة أختها الراهبة.

## أبطال الفيلم
- هند رستم
- ايهاب نافع
- يوسف شعبان
- شمس البارودي
- عماد حمدي
- ناديا حمدي

## روابط خارجية
- مقالات تستعمل روابط فنية بلا صلة مع ويكي بيانات